# بولفينية كتالبية الأوراق
بولفينية كتالبية الأوراق (الاسم العلمي: Paulownia catalpifolia) هي نوع من النباتات تتبع جنس البولفينية من فصيلة البولفينية.